# Great Jones Street (roman)
Ne doit pas être confondu avec Great Jones Street.
Great Jones Street (titre original :Great Jones Street) est un roman de l'écrivain américain Don DeLillo, publié en 1973. C'est le troisième roman de l'auteur.

## Résumé
Great Jones Street est centré sur la star du rock Bucky Wunderlick, qui est également le narrateur du roman. Insatisfait de la vie que sa célébrité, sa fortune et son image révolutionnaire lui ont permis de mener, Bucky Wunderlick se retire dans un appartement non meublé de Great Jones Street, à Manhattan, et tente de faire la part des choses. 
Un porte-parole de la Happy Valley Farm Commune (une étrange communauté hippie) nommé Skippy, remet à Bucky, pour qu'il le garde, un paquet contenant une drogue qui affaiblit les centres du langage du cerveau. Le statut d'icône de Wunderlick dans la contre-culture et sa vie privée ont attiré l'attention de Happy Valley, une organisation terroriste nationale. Un groupe de skinheads connu sous le nom de Dog Boys sévit également dans son immeuble. 
Bob Dylan est réputé être l'un des modèles du personnage de Bucky Wunderlick (Jim Morrison en est un autre). Une intrigue secondaire importante concerne le vol des "Mountain Tapes" inédites de Wunderlick. Celles-ci sont clairement inspirées des « Basement Tapes » de Dylan, qui ne sortiront qu'à l'été 1975 et sont encore entourées de mystère. Le guitariste Azarian, ambitieux mais névrosé, raconte des histoires peu flatteuses sur Robbie Robertson, du groupe The Band. La caractérisation de Wunderlick par le retrait et l'opposition correspond aussi à l'image publique de Dylan. 
Dans le roman, Opel, la petite amie de Wunderlick, décède des suites d'une négligence de sa santé. Elle s'était arrangée pour que les "Mountain Tapes" arrivent à l'appartement de Wunderlick pour son anniversaire. 
Le roman traite également des relations de Bucky Wunderlick avec les autres locataires de l'immeuble : à l'étage, un auteur opportuniste, prêt à écrire tout ce qui peut se vendre, et au rez-de-chaussée, une mère qui a honte de son fils défiguré et qui le garde enfermé dans sa chambre après avoir été incapable de le vendre à un cirque. 
Les "Mountain Tapes" sont finalement détruites par la communauté de Happy Valley. Ils injectent également à Wunderlick une drogue qui affecte le centre du langage du cerveau, de sorte qu'il n'est plus capable de former des mots, mais produit seulement des bruits sans signification. A la fin du livre, l'effet de la drogue se dissipe et Wunderlick, qui se promène dans un New York désolé, commence lentement à retrouver la parole.